# SCATSAT-1
SCATSat-1 (Scatterometer Satellite-1) est un micro satellite d'observation de la Terre de l'agence spatiale indienne (ISRO). Ce satellite météorologique et océanographique est placé en orbite en 2016 pour poursuivre la collecte des données du scatteromètre d'Oceansat-2 en attendant le lancement d'Oceansat-3 qui devrait être placé en orbite en 2021. Les données collectées permettent d'effectuer des prévisions sur l'état de la mer  (vagues) et l'évolution des moussons et cyclones.

## Caractéristiques techniques
Le satellite SCATSat-1 est stabilisé 3 axes et a une masse de 377 kg. Il est alimenté en énergie par des panneaux solaires qui fournissent 750 watts. L'énergie est stockée dans une batterie lithium-ion d'une capacité  de 28 A-H. Le satellite est construit autour d'une plateforme SSB-2 développée par l'ISRO pour ses micro-satellites d'observation de la Terre. Il dispose d'une mémoire de masse de 32 gigabits. Il communique avec les stations terriennes en bande X. Sa durée de vie est de 5 ans,.   

## Charge utile
Le satellite emporte un unique instrument OSCAT-2 (Ocean Scatterometer-2) est un scattéromètre à micro-ondes développé par l'établissement SAC de l'ISRO (Ahmedabad) qui permet de mesurer la force et la direction du vent à la surface de l'océan. Les caractéristiques de l'instrument sont très proches de celles de l'instrument d'Oceansat-2. L'instrument émet en bande Ku (13,515 GHz). Il effectue ces mesures sur une largeur de 1400 kilomètres avec une résolution spatiale de 25x25 kilomètres. La fréquence de revisite est de deux jours.

## Déroulement de la mission
OceanSat-2 est placé en orbite le 26 septembre 2016 par le lanceur PSLV-G avec 7 autres  satellites   depuis le centre spatial de Satish-Dhawan, à Sriharikota. Le satellite est placé sur une orbite héliosynchrone de 720 km avec une inclinaison orbitale de 98,1°.